# Robin Wagner
Robin Wagner (San Francisco, 31 de agosto de 1933 – Nova Iorque, 29 de maio de 2023) foi um premiado cenógrafo estadunidense.

## Biografia
Robin Samuel Anton Wagner nasceu em San Francisco, onde cursou a escola de artes e iniciou sua carreira nos teatros da cidade com cenarios para Don Pasquale, Amahl and the Night Visitors, Tea and Sympathy, e Waiting for Godot, entre outros. Em 1953 mudou-se para New York City, onde fez numerosos trabalhos para produções off-Broadway antes de finalmente realizar sua estreia na Broadway como assistente cenográfico na peça de Hugh Wheeler chamada Big Fish, Little Fish em 1961. Seu primeiro projeto solo foi para uma pequena produção de 1966 para The Condemned of Altona de Jean-Paul Sartre.
O nome de Wagner está creditado em uma série de espetáculos da Broadway que incluem Hair, The Great White Hope, Promises, Promises, Jesus Christ Superstar, Seesaw, Mack & Mabel, A Chorus Line, Ballroom, On the Twentieth Century, 42nd Street, Dreamgirls, Song and Dance, City of Angels, Angels in America: Millennium Approaches, Angels in America: Perestroika, The Producers, The Boy from Oz, e Young Frankenstein. Seu trabalho em Londres, no Teatro de West End inclui Crazy For You e Chess.  
Wagner serviu no Theatre Advisory Committee para o New York International Festival of the Arts, foi administrador do New York Shakespeare Festival, e lecionou no programa de pós-graduação em artes teatrais da Columbia University. É também vice-presidente sênior da empresa de projetos corporativos especializada em exposições, chamada The Design Edge.
Wagner foi casado com Joyce Marie Workman, de quem se divorciou. O casal teve três filhos -  Kurt, Leslie e Christie.
Wagner morreu no dia 29 de maio de 2023, aos 89 anos.